# H. Briggs
Pour les articles homonymes, voir Briggs.
H. Briggs est un joueur de tennis britannique. Installé à Paris et représentant le Stade français, il est le vainqueur de la première édition du championnat de France de tennis en 1891. Sur un terrain de la Société des Sports de l'île de Puteaux, il bat en finale Paul Baignères. Au début du XXe siècle, il joue dans l'équipe de cricket du Stade français.